# Robert Maillart

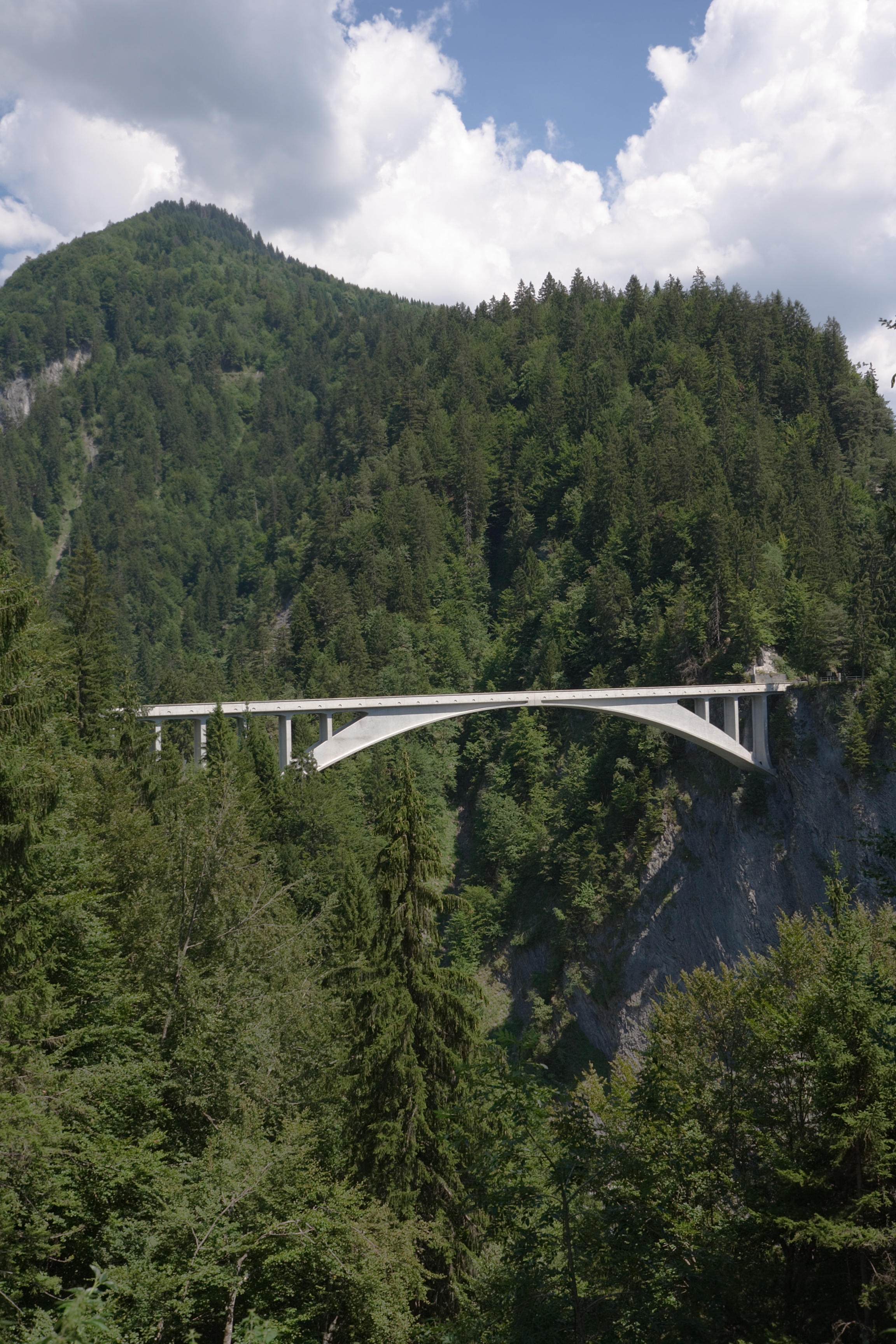
Most nad Salginą, Gryzonia, Robert Maillart 1929-1930

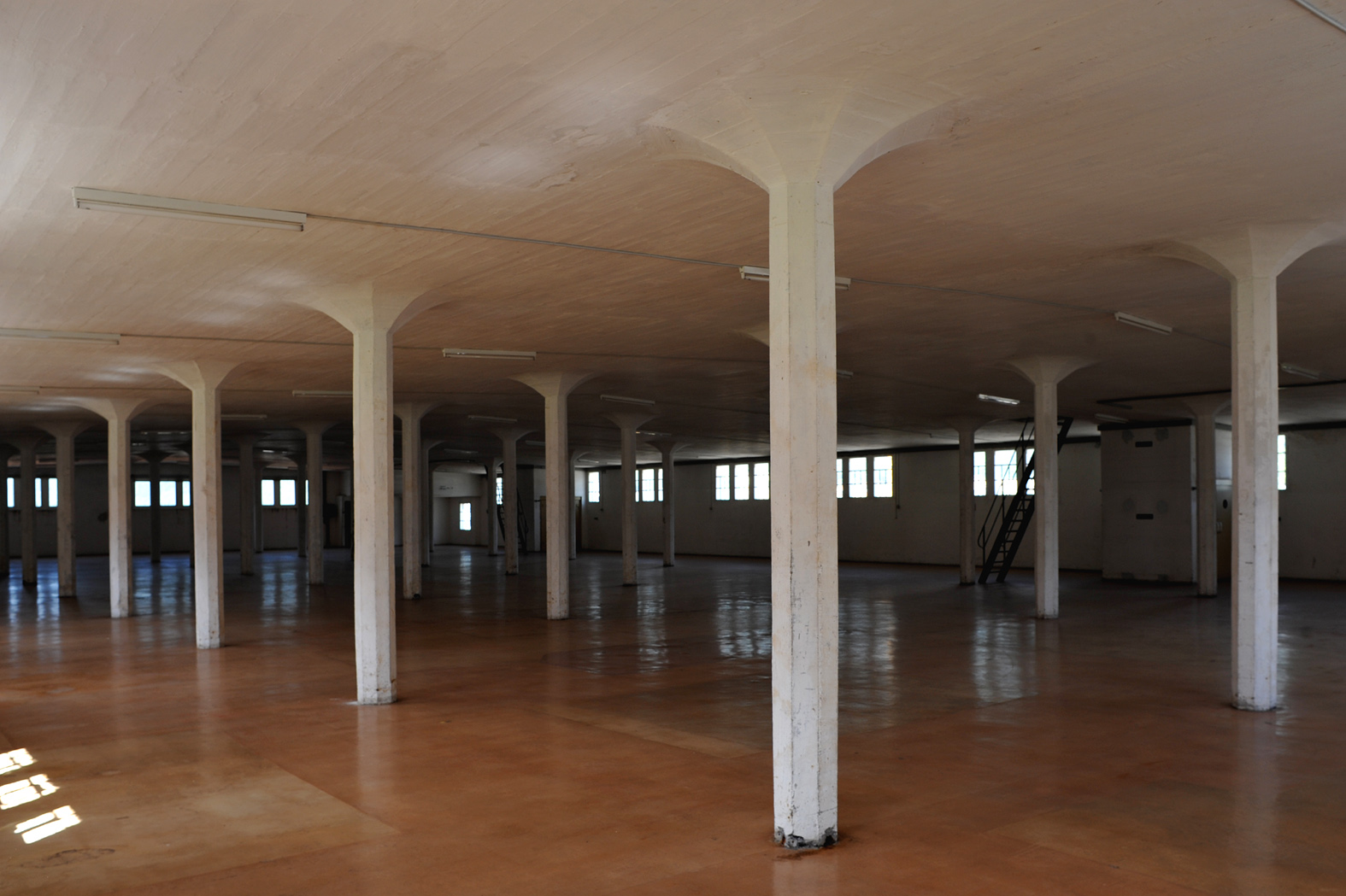
Strop grzybkowy 3. piętra w magazynach zbożowych Konfederacji Szwajcarskiej w Altdorfie (Uri), Robert Maillart (1912)

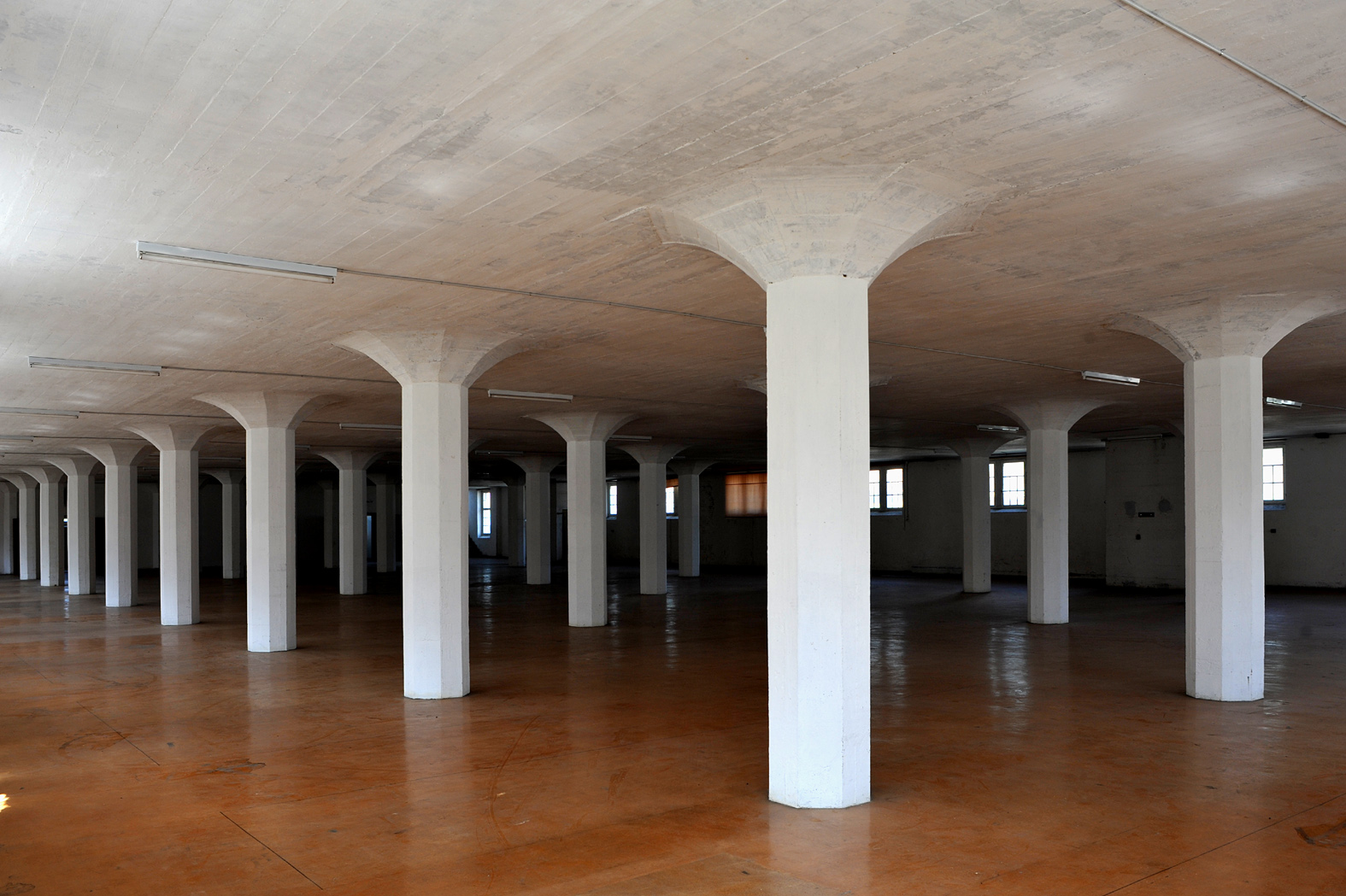
Strop grzybkowy 1. piętra w magazynach zbożowych

Robert Maillart (ur. 6 lutego 1872 w Bernie, zm. 5 kwietnia 1940 w Genewie) – szwajcarski inżynier i architekt, wizjoner cechujących się lekkością i prostotą pierwszych konstrukcji strukturalnych z betonu zbrojonego. W 1991 roku jego most nad Salginą ogłoszony został przez American Society of Civil Engineers (ASCE) „pomnikiem światowej inżynierii lądowej” (Historic Civil Engineering Landmarks, zw. też World Monument).

## Życiorys
Był członkiem RIBA – Królewskiego Stowarzyszenia Brytyjskich Architektów w Londynie od 1937 roku i SIA – Szwajcarskiego Stowarzyszenia Inżynierów i Architektów w Zurychu od 1940 roku.
Uznawany za twórcę stylu „technicznego” podkreślającego funkcjonalną prostotę formy konstrukcji pozbawionej zbędnych ozdób i detali. W latach 1902–1913 opracował nowatorski system stropu grzybkowego, utrzymującego płytę stropową wprost na słupach bez zastosowania belek i dźwigarów. W tym okresie rozwinął jednocześnie awangardowe konstrukcje mostów żelbetowych opartych na łukach trójprzegubowych. W latach 1914–1918 opracował rewolucyjny dla konstrukcji mostów system, nazwany od jego nazwiska „systemem Maillarta”, polegający na połączeniu łuku z opierającą się na nim sztywną płytą mostu z nawierzchnią drogową. W 1939 roku zrealizował łupinę paraboliczną o grubości 6 cm przykrywającą Pawilon Cementu na wystawie w Zurychu.
W 1889 roku, po ukończeniu szkoły średniej w Bernie, podjął roczną naukę w szkole zegarmistrzowskiej w Genewie, gdyż ze względu na wymagany wiek (18 lat) nie mógł rozpocząć studiów na Politechnice Federalnej ETHZ w Zurychu. Następnie w 1890 roku rozpoczął studia na ETHZ, gdzie uzyskał dyplom inżyniera ETHZ w roku 1894. Na ETHZ studiował architekturę i inżynierię pod kierunkiem Gottfrieda Sempera, Carla Culmanna i Wilhelma Rittera, od których posiadł wiedzę o graficznych metodach rozwiązywania konstrukcji inżynierskich. Na tej podstawie często kwestionował tradycyjnie przyjęte normy i matematyczne metody uproszczonego obliczania obciążeń i naprężeń konstrukcji inżynierskich, stawiając ponad nie własną intuicję, analizę graficzną oraz próby wytrzymałościowe na modelach w skali 1:1.
Po studiach pracował dla biura Pümpin & Herzog w Bernie, dla którego zrealizował swój pierwszy most z betonu, będąc jednocześnie zaangażowany w latach 1897–1899 przez miasto Zurych, dla którego zrealizował swój pierwszy most na łuku trójprzegubowym – Stauffacher przez rzekę Sihl, w okresie 1899–1902 pracował dla przedsiębiorstwa budowlanego Froté & Westermann w Zurychu, dla którego zrealizował szereg konstrukcji, w tym w 1900 roku pierwszy na świecie most oparty na skrzynkowym łuku trójprzegubowym – w Zuoz przez rzekę Inn w Gryzonii.
W 1902 roku otworzył własne biuro Maillart & CIE w Zurychu z Maxem von Müllerem i Adolfem Zarnem, w 1904 r. wygrał konkurs na most nad Renem w Tavanasie, Gryzonia, który zrealizował w 1905 (zniszczony przez kamienną lawinę w 1927). W 1911 r. wykładał na Politechnice Federalnej ETHZ w Zurychu.
W 1914 r. w Rydze, gdzie przebywał z rodziną na wakacjach, zastaje go I wojna światowa. W 1915 r. przeprowadza się do St. Petersburga, a następnie do Charkowa, gdzie w 1916 r. umiera jego żona. W 1918 r. opuścił Rosję i powrócił do Szwajcarii. Tu po przezwyciężeniu szeregu trudności, po bankructwie spowodowanym podróżą do Rosji, w 1920 r. ponownie otworzył własne biura w Genewie i w Lozannie.
W 1930 roku zrealizował najdłuższy na świecie most żelbetowy na łuku trójprzegubowym nad rzeką Salgina w Gryzonii, a w 1936 roku równie awangardowy most przez rzekę Arve łączący miasto Genewę z Veyrier.
Mimo swych rewolucyjnych realizacji, zmarł niedoceniony 5 kwietnia 1940 roku w Genewie praktycznie w zapomnieniu.